# Hydrangea zhewanensis
Hydrangea zhewanensis är en hortensiaväxtart som beskrevs av Hsu och X.P. Zhang. Hydrangea zhewanensis ingår i släktet hortensior, och familjen hortensiaväxter. Inga underarter finns listade i Catalogue of Life.